# Domingos Vicente Gonçalves de Sousa
Domingos Vicente Gonçalves de Sousa (Vitória), 21 de Novembro de 1842 — Rio de Janeiro, 22 de outubro de 1916) foi um senador do Brasil durante a República Velha (ou Primeira República), pelo Espírito Santo (1891-1899) e (1915-1916).